# Ноготков-Оболенский, Фёдор Андреевич
Фёдор Андреевич Ноготков-Оболенский (ум. 1603) — князь, окольничий и воевода, боярин, второй из троих сыновей князя Андрея Васильевича Ноготкова-Оболенского, внук В. А. Ноготкова.

## Биография
В 1577 году воевода в Новококшайске. В 1578—1583 годах — воевода в Васильсурске. В феврале 1585 года участвовал в приёме литовского посла Льва Ивановича Сапеги и сидел на окольничей скамье. В марте 1586 года — второй воевода большого полка в Серпухове. Тогда же с ним местничали третий воевода большого полка Никита Иванович Очин-Плещеев и окольничий и второй воевода полка правой руки Иван Михайлович Бутурлин.
В декабре 1586 года после роспуска «больших» воевода «с берега» оставлен на воеводстве в Серпухове. В январе 1587 года назначен вторым воеводой в полку правой руки в царском походе к Можайску «по литовским весътям» под командованием царевича Араслана Кайбулича. Но этот поход не состоялся, «потому что по божьей воле сталося, литовского короля Стефана не стало». Затем он был назначен воеводой передового полка в походе на шведские владения, который также не состоялся.
В марте 1587 года направлен первым воеводой в Туле. В мае того же года должен был «по крымским вестям» идти навстречу главному воеводе князю Дмитрию Ивановичу Хворостинину, шедшему с тремя полками из Москвы. Они встретились под Тулой, в пяти верстах от крепости, на реке Воронья, и сразу же вступили в местнический спор, в результате которого войско стояло без движения, поход на приближавшихся татар срывался. Царь Фёдор Иоаннович, узнав об их тяжбе, назначил нового главного воеводу — своего родственника — Ивана Васильевича Годунова, отправив вместе с ним под Тулу дополнительные силы, а обоих местничавших воевод разослал по другим полкам. После ухода татар от Крапивны князь Ф. А. Ноготков был назначен воеводой большого полка в Туле, где простоял до осени.
В 1588 году — первый воевода в Одоеве, в июле отправлен первым воеводой в Дедилов вместо осужденного по местническому делу князя Андрея Ивановича Голицына. Осенью вновь командовал большим полком в Туле. В октябре 1589 года упоминается в свите царя Фёдора Ивановича в чине есаула во время новгородского похода против шведов.
В 1591 году — второй воевода большого полка в Серпухове. После изгнания из русских владений крымского хана Газы Герая Боры и ухода «больших» воевод в Москву, оставлен на воеводстве в Серпухове, а через некоторое время был назначен командующим передового полка, с которым стоял в Тесове. Тогда же местничал с первым воеводой большого полка князем Даниилом Андреевичем Ногтевым. В декабре водил передовой полк «по свиским вестем» из Новгорода в Ивангород. Спустя какое-то время был направлен вторым воеводой полка правой руки «в свейскую землю в войну».
В октябре 1593 года послан с полком правой руки в Алексин «по ливенским вестям, что хотят приходить на украину воинские люди, разделяся человек по триста, в розные места». В марте 1594 года командовал передовым полком в Дедилове. В сентябре того же года был отправлен на «берег», в Алексин, «по крымским вестем» вторым воеводой полка правой руки. В марте 1595 года назначен первым воеводой пришедшего «по татарским вестям» в Дедилов передового полка, а осенью был переведен на воеводство в Тулу, а оттуда — в Чернь.
В марте 1596 года послан на «берег» вторым воеводой сторожевого полка. Тогда же местничал со вторым воеводой полка правой руки боярином Фёдором Никитичем Романовым. "И государь царь … говорил князю Федору Ноготкову: «Велено тебе быть на нашей службе на берегу меньши боярина Федора Никитича Романова, а до Данила и до Никиты (дяди и отца Федора Романова, на которых ссылался князь Фёдор Ноготков по местническому делу) тебе какое дело? Данила и Микита были матери нашей братья, и мне дяди; и дядь моих Данила и Микиты давно не стало. И ты чево дядь моих Данила и Микиту мертвых бесчестишь? А будет тебе боярина Федора Никитича меньши быть нельзе, и ты на него нам бей челом и проси у нас милости».
В том же 1596 году служил первым воеводой в Чернигове. В 1597 году участвовал во встрече имперского посла. В апреле 1598 года прислан со сторожевым полком вторым воеводой в Коломну в связи с сообщением о движении крымского хана Газы Герая Боры к южнорусским границам. В том же 1598 году получил боярский чин. В чине боярина, при приёме шведского королевича Густава Ириковича, приглашён к обеденному столу Государя (1599). В 1600 году привел в Венев полк левой руки для отражения набега крымских татар. Судья в местнических спорах (1600). Был восприемником крестившегося сибирского царевича Абдул-Хаира, сына царя Кучума (1600).
В 1603 году воевода и боярин князь Фёдор Андреевич Ноготков-Оболенский скончался.

## Семья
- Жена: Мария Семёновна урождённая Косткина, умерла († 1602) и погребена в Троице-Сергиевой лавре[1].
- Сын: Фёдор Фёдорович — последний мужской представитель рода Ноготковых-Оболенских.
- Дочери:
  - Княжна Евдокия Фёдоровна — жена стольника Ивана Ивановича Бутурлина.
  - Княжна Ирина Фёдоровна — жена сибирского царевича Андрея Кучумовича[1].